# Otodistomum veliporum
Otodistomum veliporum (Creplin, 1837) è una specie di trematode della famiglia degli Azygiidi.